# St. Catherine
St. Catherine är en civil parish i Storbritannien.   Den ligger i kommunen Bath and North East Somerset och riksdelen England, i den södra delen av landet, 150 km väster om huvudstaden London.